# Финска на Светском првенству у атлетици на отвореном 2013.
На Светском првенству у атлетици на отвореном 2013. одржаном у Москви од 10. до 18. августа Финска је пријавила тринаест учесника (8 мушкараца и 5 жена) у девет дисциплина. Такмичари Ari Mannio (бацање копља), Eero Haapala (скок удаљ) и Oona Kettunen (3.000 м препреке) нису били у стартним листама тако да је Финску представљало 10 такмичара (6 мушкараца и 4 жене) у 8 дисциплина.  Иначе Финска је на овом првенству учествовала четрнаести пут, односно учествовала је на свим првенствима до данас.
На овом првенству Финска је по броју освојених медаља делила 26. место са освојеном једном медаљом (сребрна). Такмичари Финске су поставили један национални рекорд и један лични рекорд сезоне. У табели успешности према броју и пласману такмичара који су учествовали у финалним такмичењима (првих 8 такмичара) Финска је са 2 учесника у финалу делила 27. место са 10 бодова.
| Плас. | Земља  | 1. место | 2. место | 3. место | 4. место | 5. место | 6. место | 7. место | 8. место | Бр. финал. | Бод. |
| ----- | ------ | -------- | -------- | -------- | -------- | -------- | -------- | -------- | -------- | ---------- | ---- |
| =27.  | Финска | 0        | 1        | 0        | 0        | 0        | 1        | 0        | 0        | 2          | 10   |

## Учесници
| Мушкарци: - Јарко Кинунен — Ходање 50 км - Veli-Matti Partanen — Ходање 50 км - Теро Питкемеки — Бацање копља - Анти Русканен — Бацање копља - Тему Виркала — Бацање копља - Јере Бергијус — Скок мотком | Жене: - Хана-Мари Латвала — 100 м, 200 м - Норалота Незири — 100 м препоне - Сандра Ериксон — 3.000 м са препрекама - Паола Перез — Ходање 20 км |  |

## Освајачи медаља

### Сребро
- Теро Питкемеки — Бацање копља

## Резултати

### Мушкарци
| Атлетичар           | Дисциплина   | Лични рекорд | Квалификације | Квалификације | Полуфинале            | Полуфинале   | Финале      | Финале       | Детаљи |
| Атлетичар           | Дисциплина   | Лични рекорд | Резултат      | Место         | Резултат              | Место        | Резултат    | Место        | Детаљи |
| ------------------- | ------------ | ------------ | ------------- | ------------- | --------------------- | ------------ | ----------- | ------------ | ------ |
| Јарко Кинунен       | 50 км ходање | 3:46:25      |               |               |                       |              | 3:50:56 ЛРС | 20 / 46 (61) |        |
| Veli-Matti Partanen | 50 км ходање | 3:58:50      | 4:04:59       | 41 / 46 (61)  |                       |              |             |              |        |
| Теро Питкемеки      | Бацање копља | 91,53        | 84,39 КВ      | 1. у гр А     |                       |              | 87,07       |              |        |
| Анти Русканен       | Бацање копља | 87,79        | 81,36 кв      | 2. у гр Б     | 81,44                 | 6 / 33       |             |              |        |
| Тему Виркала        | Бацање копља | 87,23        | 79,50         | 7. у гр Б     | Нису се квалификовали | 17 / 33      |             |              |        |
| Јере Бергијус       | Скок мотком  | 5,72         | 5,40          | 10. у гр А    | Нису се квалификовали | 14 / 33 (40) |             |              |        |

### Жене
| Атлетичарка       | Дисциплина       | Лични рекорд | Квалификације | Квалификације | Полуфинале            | Полуфинале            | Финале                | Финале       | Детаљи                                      |
| Атлетичарка       | Дисциплина       | Лични рекорд | Резултат      | Место         | Резултат              | Место                 | Резултат              | Место        | Детаљи                                      |
| ----------------- | ---------------- | ------------ | ------------- | ------------- | --------------------- | --------------------- | --------------------- | ------------ | ------------------------------------------- |
| Хана-Мари Латвала | 100 м            | 11,36        | 11,45         | 5. у гр. 5    | Није се квалификовала | Није се квалификовала | Није се квалификовала | 26 / 45 (46) | Архивирано на веб-сајту (9. септембар 2013) |
| Хана-Мари Латвала | 200 м            | 22,98        | 23,07 КВ      | 3. у гр. 1    | 23,21                 | 8. у гр. 3            | Нису се квалификовале | 19 / 46 (50) |                                             |
| Норалота Незири   | 100 м препоне    | 13,10        | 13,23 кв      | 7. у гр. 2    | 13,04 НР              | 6. у гр. 2            | Нису се квалификовале | 17 / 36 (37) | [ мртва веза ]                              |
| Сандра Ериксон    | 3.000 м препреке | 9:38,38 НР   | 9:45,57       | 8. у гр. 1    |                       |                       | Нису се квалификовале | 18 / 27 (29) |                                             |
| Паола Перез       | 20 км ходање     | 1:35:17      |               |               |                       |                       | 1:36:17               | 46 / 56 (62) |                                             |